# La mentira (película de 1970)
La mentira es una película mexicana dirigida por Emilio Gómez Muriel, protagonizada por Julissa y Enrique Lizalde.
La película estuvo basada en la historia original de Caridad Bravo Adams, quien puso como melodrama en la telenovela de 1965 con el mismo nombre.
Además de eso, la película contó con sus protagonistas principales (Julissa y Enrique Lizalde) quienes trabajaron en la telenovela de 1965 con un reparto distinto para el filme.

## Sinopsis
Demetrio De San Telmo llega a Porto Novo buscando a su medio hermano Ricardo Silveira, el reverendo Williams, sacerdote de la región, le dice que su hermano ha muerto. Adela, esposa del déspota Dr. Jaime Botel le cuenta que Ricardo se había hecho rico y pensaba volver a la Ciudad de Río de Janeiro, pero al saber en una carta enviada por su novia de que a terminaba su relación y se iba a casar con otro, se dio a la bebida y un día, al correr por toda la selva cae moribundo y aparece el cadáver devorado toda la carne. Ayesha, la sirvienta de su hermano, le entrega a Demetrio un pañuelo que pertenecía a su hermano en la que venían las iniciales "V", pero nadie sabe darle razón de a quien le pertenece y solo que trabajó para el tío se esa mujer en Río de Janeiro por dos años. Demetrio va a la Ciudad de Río de Janeiro en busca de la dueña del pañuelo 
En un bar se encuentra con Johnny que le invita a la mansión Castelo Blanco en esa fiesta Demetrio conoce a Verónica de quien se siente atraído, Virginia hace creer a Demetrio que es Verónica la mujer de quien su hermano se enamoró y la culpable de la muerte de Ricardo, ya que Virginia quien celosa del amor que Johnny siente por Verónica. 
Johnny cita a Demetrio para contarle sobre lo que Virginia le confesó y la trama continua con la estrategia que genera Demetrio con el fin de vengar la muerte de su hermano, y de cómo envuelve a Verónica pensando que ella fue la culpable de que Ricardo murió.
En tanto que Virginia trama un complot para hacer parecer a Verónica una mujer ambiciosa y corrompida, para ello envenena con mentiras a todos, lo que hace que todos recelen de ella.
Ya en Porto Novo, Demetrio a pesar de amar a Verónica, se comporta hostil y la primera noche tras una discusión se desata un incendio que acaba con la casa de Ricardo, una serie de coincidencias hacen que todo apunte a Verónica como la asesina de Ricardo, hasta que Demetrio llevándola a la selva le da un pañuelo como prueba su culpabilidad y ella huye a Río de Janeiro para desenmascarar a su prima Virginia, la verdadera culpable de la muerte de Ricardo, en tanto aue Demetrio en una conversación con el reverendo se da cuenta de la mentira de Virginia y va tras su esposa.

## Reparto
- Julissa .... Verónica Castelo-Blanco
- Enrique Lizalde .... Demetrio De San Telmo
- Blanca Sánchez .... Virginia Castelo-Blanco
- David Estuardo .... Johnny Castelo-Blanco
- José Gálvez .... Jaime Botel
- Beatriz Sheridan .... Adela de Botel
- Roberto Cañedo .... Teodoro Castelo-Blanco
- Sara Guasch .... Sara de Castelo-Blanco
- Mario Castillón Bracho .... Reverendo Williams
- Xavier Massé .... Belot
- Eloísa Monteros .... Ayesha
- Marco Antonio Arzate .... Indio Iguazú
- Julia Marichal .... María
- Eduardo MacGregor ....Genaro
- Jorge Mateos
- Roberto Porter